# Saint-Uniac
Saint-Uniac è un comune francese di 516 abitanti situato nel dipartimento dell'Ille-et-Vilaine nella regione della Bretagna.

## Società

### Evoluzione demografica
Abitanti censiti